# Срацимировци
Стратимировићи (буг. Срацимировци) су средњовековна бугарска династија која је последња владала Другим бугарским царством. Династија је названа по деспоту Страцимиру, оснивачу династије.

## Владари из породице Стратимировића
Династија је дала четири владара, који су владали Бугарском од 1331. до 1422. године:
Владари:
- Јован Александар, цар (1331—1371)
- Јован Шишман, цар (1371—1395)
- Јован Страцимир, цар (1360 — 1396)
- Константин II, цар (1396 — 1422)

Из династије Стратимировића потекли су и неки чланови бугарског племства за време турске владавине:
- Шишман III, кнез (1598)
- Ростислав Стратимировић, кнез (1686)

Остали владари:
- Кераца, царица византијска, супруга цара Андроника IV
- Кера Тамара, царица турска, супруга султана Мурата I
- Јелена, царица српска, супруга цара Душана
- Доротеја, краљица босанска, супруга краља Твртко I